# Équipe de République dominicaine masculine de volley-ball
Cet article traite de l'équipe masculine. Pour l'équipe féminine, voir Équipe de République dominicaine féminine de volley-ball.
L'équipe de République dominicaine de volley-ball est composée des meilleurs joueurs dominicains sélectionnés par la Fédération Dominicaine de Volley-ball (Federación Dominicana de Voleibol, FDV). Elle est actuellement classée au 41e rang de la Fédération Internationale de Volleyball au 22 juillet 2013.

## Sélection actuelle
Sélection pour la Coupe Pan-Américaines 2010.

Entraîneur :  Jacinto Campechano ; entraîneur-adjoint :  Hector Romero

## Palmarès et parcours

### Palmarès
- Championnat d'Amérique du Nord
  - Finaliste : 2017
  - Quatrième : 1979, 1985, 1987, 2001, 2005
- Jeux Pan-Américains
  - Quatrième : 1955, 1959
- Jeux d'Amérique centrale et des Caraïbes (2)
  - Vainqueur : 2002, 2014
  - Finaliste : 1962, 1986
  - Troisième : 1974
  - Quatrième : 2006, 2010
- Coupe panaméricaine
  - Finaliste : 2006
  - Troisième : 2008, 2009, 2012

### Parcours

#### Championnats du monde
| - 1949 : Non qualifié - 1952 : Non qualifié - 1956 : Non qualifié - 1960 : Non qualifié - 1962 : Non qualifié - 1966 : Non qualifié - 1970 : Non qualifié - 1974 : 22e - 1978 : Non qualifié - 1982 : Non qualifié | - 1986 : Non qualifié - 1990 : Non qualifié - 1994 : Non qualifié - 1998 : Non qualifié - 2002 : Non qualifié - 2006 : Non qualifié - 2010 : Non qualifié - 2014 : 21e - 2018 : 21e |

#### Jeux Pan-Américains
| - 1955 : 4e - 1959 : 4e - 1963 : non participant - 1967 : non participant - 1971 : non participant - 1975 : non participant - 1979 : 7e - 1983 : non participant - 1987 : 6e - 1991 : non participant | - 1995 : non participant - 1999 : non participant - 2003 : 6e - 2007 : non participant - 2011 : non participant - 2015 : non participant - 2019 : non participant |

#### Championnat d'Amérique du Nord
| - 1969 : Non qualifié - 1971 : Non qualifié - 1973 : 6e - 1975 : Non qualifié - 1977 : 7e - 1979 : 4e - 1981 : 6e - 1983 : Non qualifié - 1985 : 4e - 1987 : 4e | - 1989 : 6e - 1991 : 6e - 1993 : Non qualifié - 1995 : 6e - 1997 : 7e - 1999 : Non qualifié - 2001 : 4e - 2003 : Non qualifié - 2005 : 4e - 2007 : 5e | - 2009 : 6e - 2011 : Non qualifié - 2013 : 6e - 2015 : Non qualifié - 2017 : 2e - 2019 : 6e - 2021 : 6e |

#### Copa America
| - 1998 : Non qualifié - 1999 : Non qualifié - 2000 : Non qualifié - 2001 : Non qualifié - 2005 : Non qualifié - 2007 : 6e - 2008 : Non qualifié |

#### Coupe panaméricaine
| - 2006 : Finaliste - 2007 : 5e - 2008 : 3e - 2009 : 3e - 2010 : 6e - 2011 : 8e - 2012 : 3e - 2013 : 6e - 2014 : 8e - 2015 : 8e | - 2016 : 6e - 2017 : 6e - 2018 : 10e - 2019 : 9e - 2021 : 4e - 2022 : 7e |

#### Jeux d'Amérique centrale et des Caraïbes
| - 1930 : ? - 1935 : ? - 1946 : ? - 1950 : ? - 1954 : ? - 1959 : ? - 1962 : Finaliste - 1966 : ? - 1970 : ? - 1974 : 3e | - 1978 : ? - 1982 : ? - 1986 : Finaliste - 1990 : ? - 1993 : ? - 1998 : ? - 2002 : Vainqueur - 2006 : 4e - 2010 : 4e - 2014 : Vainqueur | - 2018 : 6e |

## Joueurs majeurs
- José Miguel Cáceres